# Sivasspor
Sivasspor är en turkisk fotbollsklubb från staden Sivas som bildades den 14 maj 1932. Laget spelar i Turkcell Super League.
Säsongen 2008/2009 lyckades klubben med att komma på en andraplats i ligan och fick då kvala till UEFA Champions League säsongen 2009/2010.

## Placering tidigare säsonger
| Säsong  | Nivå | Liga       | Placering | Referens | Notering                   |
| ------- | ---- | ---------- | --------- | -------- | -------------------------- |
| 2012/13 | 1    | Süper Lig  | 12        | [ 1 ]    |                            |
| 2013/14 | 1    | Süper Lig  | 5         | [ 2 ]    |                            |
| 2014/15 | 1    | Süper Lig  | 15        | [ 3 ]    |                            |
| 2015/16 | 1    | Süper Lig  | 16        | [ 4 ]    | Nedflyttad till TFF 1. Lig |
| 2016/17 | 2    | TFF 1. Lig | 1         | [ 5 ]    | Uppflyttad till Süper Lig  |
| 2017/18 | 1    | Süper Lig  | 7         | [ 6 ]    |                            |
| 2018/19 | 1    | Süper Lig  | 12        | [ 7 ]    |                            |
| 2019/20 | 1    | Süper Lig  | 4         | [ 8 ]    |                            |
| 2020/21 | 1    | Süper Lig  | 5         | [ 9 ]    |                            |
| 2021/22 | 1    | Süper Lig  | 10        | [ 10 ]   |                            |
| 2022/23 | 1    | Süper Lig  | 14        | [ 11 ]   |                            |